# Ženská záležitost
Ženská záležitost (v originále Une affaire de femmes) je francouzský hraný film z roku 1988, který režíroval Claude Chabrol podle stejnojmenné knihy Francise Szpinera. Je inspirován skutečným příběhem Marie-Louise Giraud, jedné z posledních žen gilotinovaných ve Francii. Snímek měl světovou premiéru na filmovém festivalu v Benátkách dne 2. září 1988.

## Dějiny
Za vichistického režimu má Marie Latour dvě děti. Po návratu svého manžela Paula z fronty zjistí, že se mu odcizila a chce prosadit svou nezávislost. Pomůže své mladé sousedce Ginette podstoupit tajný potrat. Potrat je úspěšný. Ginette je vděčná. Povzbuzena úspěchem se Mary stává andělíčkářkou. Díky tomu rodinu do značné míry zbavuje bídy s přídělovými lístky, čímž nepřímo ponižuje svého často nezaměstnaného manžela. Žárlivý, frustrovaný a zdiskreditovaný manžel ji udá policii. Marie je zatčena, odsouzena k trestu smrti a gilotinována.

## Obsazení
| Isabelle Huppertová       | Marie Latour                |
| François Cluzet           | Paul Latour                 |
| Nils Tavernier            | Lucien, milenec Marie       |
| Marie Trintignantová      | Lucie, prostitutka          |
| Marie Bunel               | Ginette                     |
| Dominique Blancová        | Jasmine                     |
| Dani                      | Loulou                      |
| Évelyne Didi              | Fernande                    |
| François Maistre          | Lamarre-Coudray             |
| Vincent Gauthier          | mistr Fillon                |
| Pierre Martot             | německý voják               |
| Sylvie Flepp              | Berthe                      |
| Franck de Lapersonne      | Martinet, mladý advokát     |
| Jean-Michel Noirey        | Marcel Carmaillon           |
| Caroline Berg             | Hélène Fillon               |
| François Lafont           | obchodník                   |
| Henri Attal               | policista u procesu         |
| Jacques Brunet            | plukovník Chabert           |
| Thomas Chabrol            | mladík v kavárně            |
| Fabienne Chaudat          | pacient                     |
| Bernard Cherboeuf         | inspektor                   |
| Claire Conty              | kadeřnice                   |
| Catherine Deville         | Yvonne                      |
| Pierre-François Duméniaud | majitel kavárny             |
| Anne-Marie Étienne        | Renée                       |
| Jeannine Hames            | zpěvačka                    |
| Bernard Houdeville        | venkovan                    |
| Valérie Leboutte          | Marcelle                    |
| Jean-Claude Lecas         | Robert                      |
| Huguette Maillard         | Monique                     |
| Madeleine Marie           | Albertine                   |
| Jurgen Mash               | německý důstojník           |
| Lise Roy                  | sestra, dozorkyně ve vězení |
| Elisabeth Sender          | Francine                    |
| Roland Shön               | starý muž                   |
| Valérie Soudant           | Armelle                     |
| Jacques Vincent           | odbojář                     |